# Monuments nationaux de Glamoč
Cet article recense les monuments nationaux situés sur le territoire de la municipalité de Glamoč en Bosnie-Herzégovine et dans la fédération de Bosnie-et-Herzégovine. La liste établie par la Commission pour la protection des monuments nationaux compte 2 monuments nationaux inscrits sur la liste principale et 2 monuments inscrits sur une liste provisoire.

## Monuments nationaux
| Monument             | Localité | Géolocalisation | Datation                           | Commentaire éventuel | Photo |
| -------------------- | -------- | --------------- | ---------------------------------- | -------------------- | ----- |
| Basilique de Vrba    | Vrba     |                 | Antiquité tardive                  | Site archéologique   |       |
| Forteresse de Glamoč | Glamoč   |                 | Fin du Moyen Âge, période ottomane |                      |       |

## Liste provisoire
| Monument                                            | Localité | Géolocalisation | Datation   | Commentaire éventuel | Photo |
| --------------------------------------------------- | -------- | --------------- | ---------- | -------------------- | ----- |
| Église Saint-Élie de Glamoč                         | Glamoč   |                 | XXe siècle | Église catholique    |       |
| Maison paroissiale de l'Église Saint-Élie de Glamoč | Glamoč   |                 |            |                      |       |